# 劇場版ポケットモンスター ダイヤモンド&パール ギラティナと氷空の花束 シェイミ
『劇場版ポケットモンスター ダイヤモンド&パール ギラティナと氷空の花束 シェイミ』（げきじょうばんポケットモンスター ダイヤモンド パール ギラティナとそらのはなたば シェイミ）は、2008年7月19日より東宝系で公開されたテレビアニメ『ポケットモンスター』の劇場版第11作の作品である。

## 概要
当初発表されたタイトルは『ギラティナと氷空の花束』であったが、後に本作で初公表となるシェイミが加わり『ギラティナと氷空の花束 シェイミ』が正式タイトルとなった。また、劇中でタイトルの「ダイヤモンド&パール」の部分に「プラチナ」が加わり、『劇場版ポケットモンスター ダイヤモンド&パール・プラチナ ギラティナと氷空の花束 シェイミ』となるが、このタイトルは公式サイトや広告などでは出てこない。
今作の大きな特徴として、前作と直接ストーリーがつながっている（後に、神々の戦い三部作の第二章という位置づけであることが明かされた）という点が挙げられる。これにより、ディアルガは（回想シーンも含めればパルキアも）2年連続で劇場版にゲストポケモンとして登場したことになる。
前作に引き続き、エンドクレジット後に流れる次回作の予告は、次回作に登場するポケモンが映し出されるものであった。内容はディアルガ、パルキア、ギラティナの3匹が対峙するというものである。
本作の舞台のイメージとなった場所は、ノルウェーのベルゲン、ヨステダール氷河、ソグネ・フィヨルド、フロムなどである。時系列は、DPの第85話から第100話までである。
2008年度興行収入は、48億円で第6位（邦画では第4位）となっている。
アメリカでは2009年2月13日にカートゥーン ネットワークで放送された。
アバンオープニングで語られるポケモン世界の紹介では、過去の映画作品『七夜の願い星 ジラーチ』、『裂空の訪問者 デオキシス』、『ミュウと波導の勇者 ルカリオ』、『蒼海の王子 マナフィ』で使用された美術背景画が使用されている。

### 前売り券・配布ポケモン
これまでの劇場版の前売り券と引き換えることのできるポケモンは、いずれも通常のプレイでは入手不可能なものであったが、今作では初めて通常のプレイでも入手が可能なポケモンであるレジギガスが配布された。レベルは配布ポケモンとしては異例の100。
また、前作同様に映画館ではワイヤレス通信を通じて特別なポケモンが配布され、今作ではシェイミが配布された。本編の開始前と終了後に「シェイミの受け取り方と注意」が上映され、ジョーイがナビゲートした。
ちなみにシェイミは『ポケットモンスター ダイヤモンド・パール』への配信であり、『ポケットモンスタープラチナ』は配信期間中に発売されるが配信を受けることはできない。
なお、本作の前売り券は238万4198枚を売り上げており、2009年7月9日に「最も前売り券が売れたアニメ映画」としてギネス・ワールド・レコーズから世界記録の認定を受けている。

## あらすじ
旅を続けるサトシ一行の前に、見たこともない小さなポケモンが現れる。それはかんしゃポケモンのシェイミであった。グラシデアの花畑に行く途中迷子になったようで、自分を花畑に連れて行くようサトシ達に頼む。しかし、突如シェイミが鏡の中に引き込まれ、同時にサトシとヒカリも引き込まれる。その先には、見たこともない不思議な世界が広がっていた。2人は、そこでこの世界を研究している"ムゲン"という科学者と出会う。
彼によれば、そこは"反転世界"と呼ばれる別の世界で、現実世界とちょうど裏表のように存在する世界なのだという。さらに、その2つの世界を自由に行き来できるポケモン・"ギラティナ"が棲む世界であることを教えられる。
ムゲンの手助けもあり、何とか現実世界に戻ることができたサトシ達。しかし、そこへシェイミを狙って謎の青年・"ゼロ"が襲いかかる。彼はシェイミの力を利用し、反転世界の征服を画策している事が明かされる。
ゼロの野望を阻止しようとするサトシ一行。そんな折、ゼロはかつてムゲンの助手だった事が判明する。現実世界と反転世界を行き来する冒険の果てに待つ結末とは…。

## 登場人物・キャスト

### レギュラーキャラクター
詳細は個別記事かアニメ版ポケットモンスターの登場人物を参照。
サトシ
声 - 松本梨香
主人公。シェイミと出会ったことをきっかけにギラティナの住む反転世界へと巻き込まれる。
一時期はムゲンの助けを経て現実世界へと戻ることができるが、シェイミを連れている為にギラティナとギラティナの力を狙うゼロに狙われることとなる。
最後はゼロの野望を打ち破る協力をし、母艦に乗って襲いかかるゼロとの戦いに挑んだ。
タケシ
声 - うえだゆうじ
今作では何かと置いて行かれることが多く、物語に深く関わることがない損な役回りとなっている。
ヒカリ
声 - 豊口めぐみ
前作同様サトシと大活躍する。サトシと共に反転世界へと巻き込まれ、サトシと共にゼロの野望を打ち破る協力をした。終盤でグラシデアの花畑を飛び回るシェイミ達のことを「氷空（そら）の花束」と称した。
ムサシ
声 - 林原めぐみ
ロケット団の一員。コジロウやニャースと共に反転世界に巻き込まれ、出る手段をしばらくの間失った後はムゲンの助手として行動していた。
コジロウ
声 - 三木眞一郎
ロケット団の一員。
ニャース
声 - 犬山イヌコ
ロケット団の一員のポケモン。
サトシのポケモン
ピカチュウ
声 - 大谷育江
ナエトル

ヒコザル

ムクバード

ブイゼル
声 - 古島清孝
グライオン
声 - 小西克幸

タケシのポケモン
グレッグル
声 - 小西克幸
ウソッキー
声 - 阪口大助
ピンプク
声 - 伊東みやこ

ヒカリのポケモン
ポッチャマ
声 - 小桜エツ子
本作キャスト紹介で初めてヒカリの下にクレジットされ、出番も更に増えた。
ミミロル
声 - 川上とも子
パチリス

エテボース
声 - 佐藤智恵
ウリムー

ムサシのポケモン
ソーナンス

ジョーイ
声 - 山口由里子
ナレーション
声 - 石塚運昇

### ゲストキャラクター
ムゲン・グレイスランド
声 - 山寺宏一（特別出演）
5年前に反転世界に来て以来、そこで研究を続けている。自称「天才」。背負っているリュックの中には、様々な機械が入っている。
ギラティナの持つ力をコピーし、反転世界を自由に行き来するための計画を練っていたが、それがギラティナを殺すことになると知り、その計画を中止した。
物語の後半ではゼロが作り出したギラティナの力を利用する機械を停止させるなど、重要な役割を行った。
『アルセウス 超克の時空へ』のエンディングには彼がゼロを慰問するシーンが挟まれている。
使用ポケモン
タテトプス

ゼロ
声 - 中村獅童（特別出演）
本作のゲスト悪役。ギラティナを狙う青年。ギラティナをモチーフにした服装が特徴。移動手段としてハイテク母艦・メガリバなどを持つ。
反転世界が現実世界により汚されることを憎んでいる。かつてはムゲンの助手であったが、彼がギラティナの力を利用する発明を中断したことに怒り、自らその発明を完成させる。
自身の計画を「美しい計画」と称し、目的の為なら誰であろうと容赦しない冷酷さを持っていたが、サトシやシェイミ達に計画を阻止され、最後は母艦をポケモンたちによって氷漬けにされた。これによりギラティナのデータをすべて失い、計画は失敗に終わった。その後警察に逮捕されたが、吹っ切れたのか救出のためムゲンに手を差し伸べられた時には笑みを浮かべていた。
『アルセウス 超克の時空へ』のエンディングにも登場。
使用ポケモン
コイル
レアコイル
ジバコイル
声 - ゴルゴ所長（特別出演）
多数のコイルやレアコイルたちを引き連れて行動する。「ジバルル、ジバルル」と巻き舌のような声で鳴く。

インフィ
声 - 中川翔子（特別出演）
ゼロに仕えるメイド型人工知能。複数（コミック版では1体のみ）存在する。メガリバが破壊されたと共に機能停止する。
『アルセウス 超克の時空へ』のラストでムゲンによって再生されている。
レイラ
声 - 南明奈（特別出演）
ムースの妻。100歳を迎えたひいおばあさんのお祝いに向かう途中、乗った列車でサトシ達と出会う。
ムース
声 - レッド博士（特別出演）
レイラの夫。昔、シェイミによる「花運び」を見たことがある。
オギン

列車の乗客。親切なおばさんで、グラシデアの花畑への行き方などをサトシ達に教えてくれる。
カコ、シュン、タカ
声 - 佐々木日菜子、寺谷美香、牧口真幸
列車の乗客の子供たち。

### ゲストポケモン
シェイミ
声 - 山崎バニラ
グラシデアの花畑を目指す途中、ギラティナとディアルガの戦いに巻き込まれ、最終的にサトシ達のもとにたどり着く。
性格は少々ワガママかつ生意気で、頻繁に「自分に感謝しろ」という趣旨の発言をするため、サトシの感情を煽ることが多い。昼の間だけ、グラシデアの花の花粉がかかることにより、空を飛べる「スカイフォルム」にフォルムチェンジすることができる。また、反転世界でシードフレアを使うことにより、「フレアホール」という反転世界と現実世界を行き来できる穴を作り出すことも可能。喋り方は、ランドフォルム（通常の姿）の時は「でしゅ」という幼いものであるが、スカイフォルム時は強気で逞しくなり語尾も「です」となる。
スクリーンから来るシェイミは、劇中のシェイミと同じ技を覚えている。
『アルセウス　超克の時空へ』のエンディングにも登場（ただし、劇中に登場したシェイミと同一個体かは不明）。
ギラティナ
反転世界に棲むポケモン。鏡面（水面やガラスなども含む）を通じて反転世界と現実世界を自由に行き来し、現実世界のものを反転世界に引き込むこともできる。また、現れた2つの世界の重力の影響で姿が変化し、反転世界では「オリジンフォルム」、現実世界では「アナザーフォルム」という姿になる。また、鳴き声のみで人語を話さない。
アラモスタウンでのディアルガとパルキアの戦いの影響で、反転世界に瘴気を含む黒い雲が大量に現れたことに怒り、ディアルガを反転世界に引きずりこんで攻撃を加える。しかし、逆にディアルガに反撃されて反転世界から出られなくなり、「フレアホール」を起こさせるためシェイミを反転世界に引き込もうとする。
ディアルガ
シンオウ地方の神話において、時の神と信じられているポケモン。前作から引き続き登場。
森で泉の水を飲んでいた直後、ギラティナにより反転世界に引きずりこまれ、一旦はギラティナの空けた穴に逃げ込むも直ぐ様引きずり込まれてしまい、ギラティナと公戦の最中、シェイミの起こした「フレアホール」から現実世界に逃げ込もうとするも再びギラティナに阻止されるが、ギラティナを特殊なループ空間に閉じ込めることで反転世界から出られなくしたうえで現実世界へ脱出した。
レジギガス
声 - 相馬幸人
終盤に登場。普段は氷河の奥に隠された祠で眠りについているが、ゼロの策略により、崩れる氷河を止めるべく、マンムーたちと共に現れた。
エンディングにて、ロケット団がこの祠に落下し、それにより再び目覚めたレジギガスによってロケット団は再度空の彼方へ吹き飛ばされた。
ラッキー
声 - クリスタル・ケイ（特別出演）
ポケモンセンターのラッキー。

### その他の登場キャラクター
詳細はアニメ版ポケットモンスターの登場人物を参照。
ハナコ、アヤコ、ムノー、ミズホ
サトシ、ヒカリ、タケシの家族たち。エンディングでそれぞれが送ったグラシデアの花が届いてきた。

## スタッフ
- 原案 - 田尻智、増田順一、杉森建
- アニメーション監修 - 小田部羊一
- エグゼクティブプロデューサー - 久保雅一、伊藤憲二郎
- プロデューサー - 吉川兆二、深沢幹彦、岡本順哉、盛武源
- アニメーションプロデューサー - 奥野敏聡、神田修吉
- アソシエイトプロデューサー - 川原章三、山内克仁、野本岳志、山下善久、弓矢政法、紀伊高明
- アシスタントプロデューサー - 島村優子、山本愼仁、下平聡士、村椿拓郎、叶田睦子、松山進
- 脚本 - 園田英樹
- 絵コンテ協力 - 浅田裕二、深沢幸司、志村錠児、木村哲、飯島正勝
- 演出 - 飯島正勝、浅田裕二、深沢幸司、外山草、かまくらゆみ、高橋ナオヒト
- キャラクターデザイン - 毛利和昭、一石小百合、松原徳弘、山田俊也
- 総作画監督 - 毛利和昭、佐藤和巳
- 作画監督 - 松原徳弘、一石小百合、相澤昌弘、井ノ上ユウ子、堺美和、沢田正人、高橋英吉、志村隆行、田口広一、東海林康和、新岡浩美、をがわいちろを
- 色彩設計 - 佐藤真由美、吉野記通
- 美術監督 - 秋葉みのる
- 撮影監督 - 水谷貴哉
- 2Dコンポジットディレクター（撮影監督） - 池田新助
- CGI監督 - 佐藤誠
- CGIプロデューサー - 坂美佐子
- 音楽 - 宮崎慎二
- 音楽プロデューサー - 篠原一雄、齋藤裕二
- 音響監督 - 三間雅文
- 音響プロデューサー - 南沢道義、西名武
- 制作担当 - 小板橋司
- スペシャルサンクス - ロバート
- 制作 - ShoPro
- アニメーション制作 - OLM Team Koitabashi
- 監督・絵コンテ - 湯山邦彦
- 製作 - ピカチュウプロジェクト（The Pokémon Company、小学館、テレビ東京、メディアファクトリー、タカラトミー、ジェイアール東日本企画、OLM、ShoPro）

## 主題歌
本作にはオープニングが存在しない（冒頭のタイトルテーマ部分に主要スタッフ・クレジットが流れる）。
エンディングテーマ「ONE」
作詞 - 田口俊 / 作曲 - 崎谷健次郎 / 編曲 - Shingo.S / 歌 - クリスタル・ケイ（エピックレコードジャパン）
ぬりえコンテストテーマ「このゆびとまれ」
作詞 - 吉川兆二 / 作曲&編曲 - 三留一純 / 歌 - あきよしふみえ&ポケモンKIDS2008（ピカチュウレコード）

## 映像ソフト化
- 本編のDVDは、2008年12月19日発売。

## コミック版
『月刊コロコロコミック』で、ひじおか誠によるコミック版が2008年5月号から7月号にかけて掲載された。単行本も発売されている。